# Perseu Abramo
Perseu Abramo (São Paulo, 17 de julho de 1929 — 6 de março de 1996) foi um sociólogo, professor e jornalista brasileiro.

## Biografia
Nascido numa família de imigrantes italianos, seus pais, Athos Abramo (jornalista) e Athea Tommasini, eram primos em primeiro grau. Suas avó paterna e materna eram irmãs, filhas de Bortolo Scarmagnan, ativista anarquista italiano radicado no Brasil. Pela família Abramo, era sobrinho dos jornalistas Claudio Abramo e Fulvio Abramo, do artista plástico Livio Abramo, e da atriz Lelia Abramo.
Fez os estudos secundários no Ginásio do Estado, na cidade de São Paulo, e no Colégio Estadual Presidente Roosevelt. Ainda jovem, conseguiu seu primeiro emprego, como suplente de conferente de revisor no primeiro Jornal de São Paulo, na ladeira do Seminário, em 1946. De 1948 a 1950 trabalhou como repórter no segundo Jornal de São Paulo. Trabalhou em A Hora, de 1951 a 1952  e, nesse ano, entrou para O Estado de S. Paulo, onde permaneceu por dez anos, chegando a subsecretário de redação. No Estadão, coordenou a equipe que fez a cobertura da inauguração de Brasília e obteve o Prêmio Esso de Reportagem, em 1960.
Em 1959 graduou-se em Ciências Sociais da então Faculdade de Filosofia, Ciências e Letras da Universidade de São Paulo, como bacharel e licenciado em sociologia.
Participou ativamente da criação da Universidade de Brasília, onde lecionou no sociologia no Departamento de Ciências Humanas, de 1962 - quando a Universidade foi inaugurada - até 1964, quando ocorre o golpe militar, e a UnB é invadida por tropas do exército.
Em 1968 obteve o grau de mestre em ciências humanas na Universidade Federal da Bahia.
Também foi professor da Fundação Cásper Líbero (1960 - 1962), da Universidade Federal da Bahia (1965 - 1970) e da FAAP  (1970-1971). Trabalhou por 15 anos como professor na Pontifícia Universidade Católica de São Paulo (PUC-SP), em disciplinas específicas de jornalismo, de 1981 até 1996. 
Exerceu atividade jornalística nas redações de O Estado de S. Paulo, de Folha de S. Paulo, além do jornal Movimento e do Jornal dos Trabalhadores, órgão do Partido dos Trabalhadores (PT).
Fora da imprensa escrita, trabalhou na Rádio Eldorado (1955) e na TV Globo (1983 - 1985).
É autor do livro Padrões de Manipulação na Grande Imprensa e de Um Trabalhador da Notícia, publicados pela Editora Fundação Perseu Abramo, vinculada ao PT.